# 利茲主教座堂
利茲主教座堂（Leeds Cathedral），位於英格蘭利茲，正式名稱是聖安妮主教座堂（Cathedral Church of St Anne）。利茲主教座堂是天主教利茲教區的主教座堂。舊有的聖安妮教堂建於1878年，但在1900年被拆除。現在的教堂建設於1904年，並在2006年恢復。

## 外部連結
- Leeds Cathedral website （页面存档备份，存于）